# Барнсвіль (Міннесота)
Барнсвіль (англ. Barnesville) — місто (англ. city) в США, в окрузі Клей штату Міннесота. Населення — 2759 осіб (2020).

## Географія
Барнсвіль розташований за координатами 46°39′1″ пн. ш. 96°24′59″ зх. д. / 46.65028° пн. ш. 96.41639° зх. д. (46.650280, -96.416460).  За даними Бюро перепису населення США в 2010 році місто мало площу 5,74 км², з яких 5,69 км² — суходіл та 0,05 км² — водойми. В 2017 році площа становила 5,41 км², з яких 5,37 км² — суходіл та 0,05 км² — водойми.

## Демографія
Згідно з переписом 2010 року, у місті мешкали 2563 особи в 1013 домогосподарствах у складі 696 родин. Густота населення становила 446 осіб/км².  Було 1095 помешкань (191/км²).
Расовий склад населення:
| - 98,3 % — білих - 0,2 % — корінних американців - 0,2 % — чорних або афроамериканців - 0,2 % — азіатів - 0,1 % — вихідців з тихоокеанських островів |

До двох чи більше рас належало 0,8 %. Частка іспаномовних становила 0,7 % від усіх жителів.
За віковим діапазоном населення розподілялося таким чином: 29,8 % — особи молодші 18 років, 55,4 % — особи у віці 18—64 років, 14,8 % — особи у віці 65 років та старші. Медіана віку мешканця становила 36,2 року. На 100 осіб жіночої статі у місті припадало 96,5 чоловіків;  на 100 жінок у віці від 18 років та старших — 90,4 чоловіків також старших 18 років.
Середній дохід на одне домашнє господарство  становив 67 322 долари США (медіана — 57 163), а середній дохід на одну сім'ю — 84 503 долари (медіана — 76 958). Медіана доходів становила 51 429 доларів для чоловіків та 40 264 долари для жінок. За межею бідності перебувало 4,2 % осіб, у тому числі 6,0 % дітей у віці до 18 років та 5,8 % осіб у віці 65 років та старших.
Цивільне працевлаштоване населення становило 1238 осіб. Основні галузі зайнятості: освіта, охорона здоров'я та соціальна допомога — 27,9 %, будівництво — 9,9 %, роздрібна торгівля — 9,5 %.